# Scaphochlamys erecta
Scaphochlamys erecta är en enhjärtbladig växtart som beskrevs av Richard Eric Holttum. Scaphochlamys erecta ingår i släktet Scaphochlamys och familjen Zingiberaceae. Inga underarter finns listade i Catalogue of Life.